# (31958) 2000 GN135
2000 GN135 (asteroide 31958) é um asteroide da cintura principal. Possui uma excentricidade de 0.24650240 e uma inclinação de 7.78631º.
Este asteroide foi descoberto no dia 8 de abril de 2000 por LINEAR em Socorro.